# Brome (district électoral)
Pour les articles homonymes, voir Brome (homonymie).
Brome est un ancien district provincial du Québec qui a existé de la confédération jusqu'en 1973.

## Liste des députés

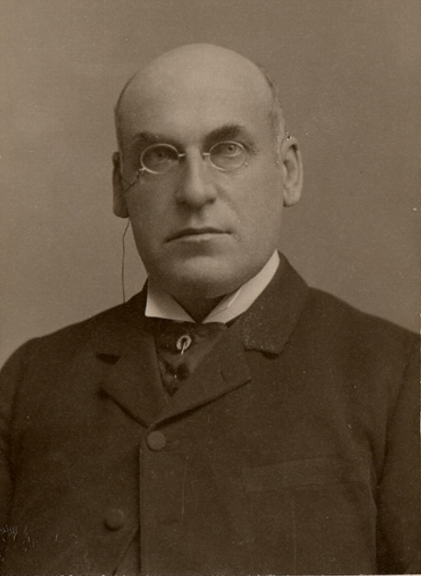
Henry Thomas Duffy est député de 1897 à 1903 pour le Parti libéral du Québec

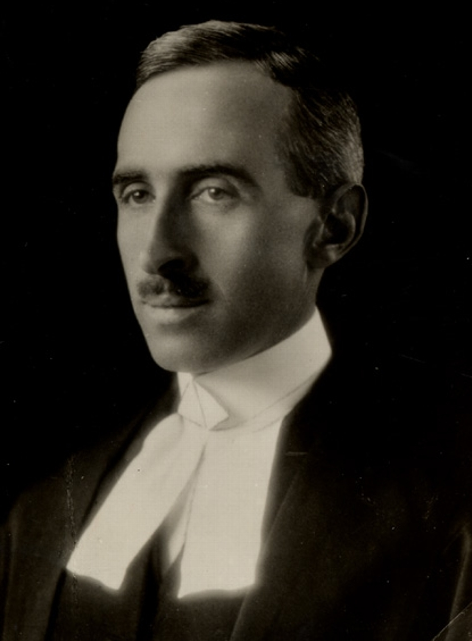
Ralph Frederick Stockwell est député de 1931 à 1936 pour le Parti libéral du Québec

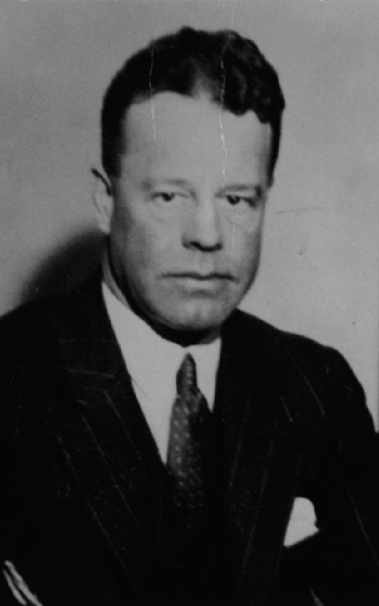
Jonathan Robinson est député de 1936 à 1948 pour l'Union nationale

|  | 1867 - 1871 | Christopher Dunkin                     | Conservateur    |
|  | 1871 - 1875 | William Warren Lynch                   | Conservateur    |
|  | 1875 - 1878 | William Warren Lynch                   | Conservateur    |
|  | 1878 - 1879 | William Warren Lynch                   | Conservateur    |
|  | 1879 - 1881 | William Warren Lynch                   | Conservateur    |
|  | 1881 - 1886 | William Warren Lynch                   | Conservateur    |
|  | 1886 - 1889 | William Warren Lynch                   | Conservateur    |
|  | 1889 - 1990 | Rufus Nelson England                   | Conservateur    |
|  | 1890 - 1892 | Rufus Nelson England                   | Conservateur    |
|  | 1892 - 1897 | Rufus Nelson England                   | Conservateur    |
|  | 1897        | Henry Thomas Duffy                     | Libéral         |
|  | 1897 - 1900 | Henry Thomas Duffy                     | Libéral         |
|  | 1900 - 1903 | Henry Thomas Duffy                     | Libéral         |
|  | 1903 - 1904 | John Charles James Sarsfield McCorkill | Libéral         |
|  | 1904 - 1906 | John Charles James Sarsfield McCorkill | Libéral         |
|  | 1906 - 1908 | William Frederick Vilas                | Libéral         |
|  | 1908 - 1912 | William Frederick Vilas                | Libéral         |
|  | 1912 - 1916 | William Frederick Vilas                | Libéral         |
|  | 1916 - 1917 | William Frederick Vilas                | Libéral         |
|  | 1917 - 1919 | William Robert Oliver                  | Libéral         |
|  | 1919 - 1923 | William Robert Oliver                  | Libéral         |
|  | 1923        | William Robert Oliver                  | Libéral         |
|  | 1923 - 1927 | Carlton James Oliver                   | Libéral         |
|  | 1927 - 1931 | Carlton James Oliver                   | Libéral         |
|  | 1931 - 1935 | Ralph Frederick Stockwell              | Libéral         |
|  | 1935 - 1936 | Ralph Frederick Stockwell              | Libéral         |
|  | 1936 - 1939 | Jonathan Robinson                      | Union nationale |
|  | 1939 - 1944 | Jonathan Robinson                      | Union nationale |
|  | 1944 - 1948 | Jonathan Robinson                      | Union nationale |
|  | 1948        | Jonathan Robinson                      | Union nationale |
|  | 1948 - 1952 | Charles James Fox                      | Union nationale |
|  | 1952 - 1956 | Charles James Fox                      | Union nationale |
|  | 1956 - 1960 | Glendon Pettes Brown                   | Libéral         |
|  | 1960 - 1962 | Glendon Pettes Brown                   | Libéral         |
|  | 1962 - 1966 | Glendon Pettes Brown                   | Libéral         |
|  | 1966 - 1970 | Glendon Pettes Brown                   | Libéral         |
|  | 1970 - 1973 | Glendon Pettes Brown                   | Libéral         |